# 正倉院文書

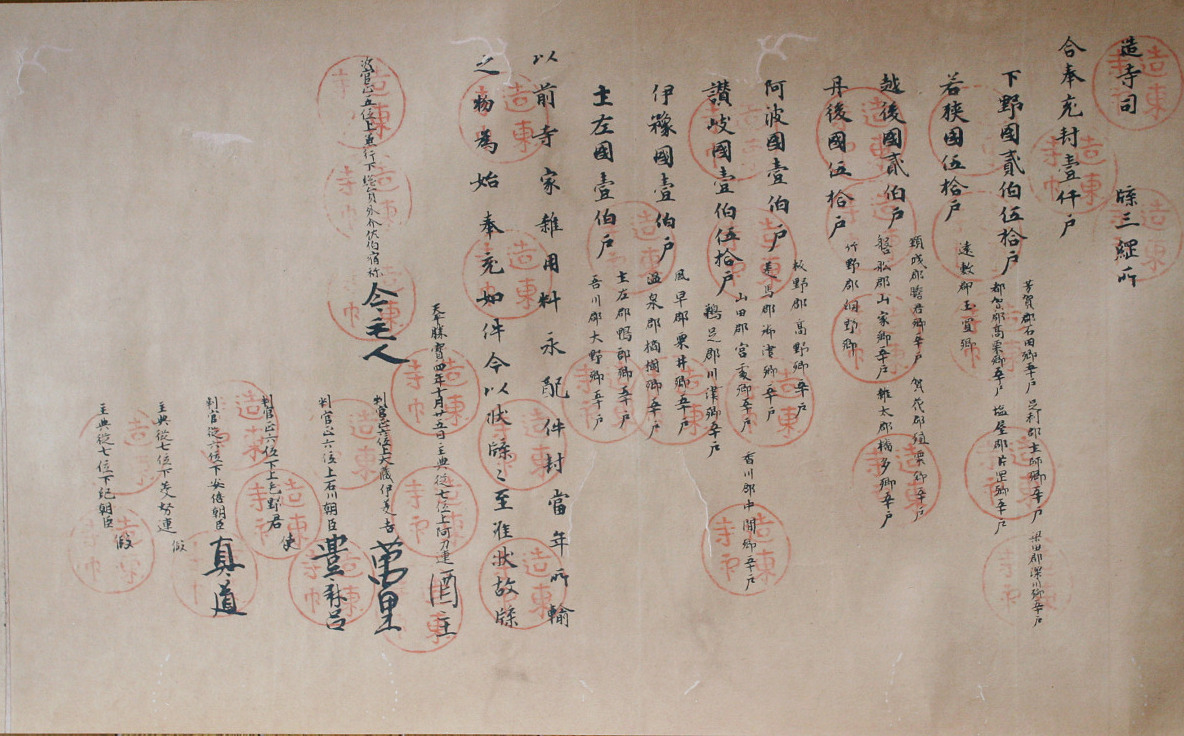
東大寺造寺牒

正倉院文書（しょうそういんもんじょ、旧字体：正倉院文󠄁書）は、奈良県の東大寺正倉院に伝来した文書群である。
奈良時代に東大寺写経所が作成した文書群が正倉院宝庫（中倉）に保管され、今日に伝わっている。この写経所文書を狭義の正倉院文書と呼ぶ。文書の数は1万数千点とされる。今日に残る奈良時代の古文書のほとんどを占めている。紙背文書に戸籍など当時の社会を知る史料を含み、古代史の研究に欠かせない史料群として重要視されている。
正倉院には写経所文書の他に、北倉文書などがあり、これらを含めて（広義の）正倉院文書と呼ぶことがある。以下、写経所文書を中心に説明する。

## 文書の成立

### 東大寺写経所
東大寺写経所は皇后宮職・造東大寺司の下職である。元は藤原光明子の私的な機関であったが、聖武天皇の皇后となって皇后宮職の下に置かれ、後に造東大寺司の下に置かれた（748年）。玄昉が唐から持ち帰った経典をもとに736年（天平8年）から一切経の書写を始め、この写経事業は756年頃まで続いた。光明皇后が740年（天平12年）5月1日に願文を記したため、「五月一日経」と呼ぶ。

### 写経所文書
写経所文書は、天平期を含む8世紀の約50年間（727年-776年、神亀4年-宝亀7年）に、東大寺写経所で作成された帳簿類である。最古の文書は727年のもので、光明子の安産祈願で行われた写経に関わるものである。およそ20年続いた五月一日経の写経事業に関する文書も多い。776年に五部一切経の写経を終えると文書は見当たらなくなり、写経所も活動を停止したとみられている。

写経所には事務官（別当、案主）の下に数十人の写経生がおり、写経生は写経・校正・装丁の作業を分担していた。写経に用いる紙は外部から購入し、切り揃えて貼り継ぎ、罫線を引く。そこへ経文を書き写し、校正を行った後に軸、表紙などを付けて完成させる。給与は作業量に応じて布や銭で支払われた。写経所の主な帳簿には、経典の借用、写経・校正・装丁の割当、用紙・墨などの配分、写経生が毎月提出する作業報告、給与申請、米・食料の支出、休暇・欠勤、借金などに関わるものがある。

帳簿類が正倉院に収められた経緯はわかっていない。
当時、紙は貴重品で、不要となった文書の裏面を帳簿に再利用していた。写経所文書の紙背文書の中に、戸籍や計帳、正税帳などの公文書が含まれていた。

### 律令公文
律令制下で中央の官庁が作成した文書や諸国からの報告書を律令公文と呼ぶ。これらのほとんどは短期間（戸籍の保存期間は比較的長く30年）で廃棄されていた。廃棄文書の一部が（偶然）東大寺写経所の帳簿として再利用され、正倉院に納められたことにより、奈良時代の戸籍・正税帳などの貴重な史料が今日まで残ることになった。最も古い戸籍として、大宝令による大宝2年（702年）のものが現存している。

## 正倉院文書の研究

### 文書の整理
長い間、写経所文書の存在は知られずにいたが、江戸時代後期、1833年-1836年（天保4年-7年）に正倉院が開封されたとき、穂井田忠友（平田篤胤に学んだ国学者）によって、まず紙背にある律令公文が注目された。穂井田は、元の戸籍・正税帳などの状態を復元すべく一部の文書を抜出して整理し、45巻（「正集」）にまとめた。正集は、閉封後も曝涼できるように手向山八幡宮前の校倉に収納されることになった。正集は、神祇官はじめ中央官庁八省以下の文書、京職以下諸国（五畿七道）の上申文など重要な文書を中心に整理され、写本として流布した。穂井田の整理により文書の存在が世に知られるようになった一方、写経所文書としては断片化されてしまう端緒ともなった。
明治時代以降も宮内省などによって文書の整理が続けられ、1904年までに、正集45巻、続修50巻、続修後集43巻、続修別集50巻、続々集440巻2冊、塵芥文書39巻3冊に編集された。

### 刊行
「続修正倉院文書」は1885年（明治18年）、『存採叢書』として刊行された。正倉院文書のほぼ全貌が活字化されたのは、史料編纂所による『大日本古文書』（編年文書、25巻、1901年-1940年）である。ただし一部の残片、その後発見された断片などは収録されていない。『寧楽遺文』(1943年)にも主要な文書が集録されている。

### 写経所文書の復元
『大日本古文書』編年文書（25巻）の第7巻（追加）以降では、元の写経所文書の状態に近づけるよう編集されているが、不十分な点も多かった。
建築史家・福山敏男は『大日本古文書』に収められた石山寺や法華寺関係の史料に注目し、錯綜していた写経所文書の復元考察を行った。福山の研究によって法華寺金堂の建設（759-760年）や石山寺の整備（761-762年）における諸経費や資材の調達、従事した職人の数など造営の過程が浮かび上がった。なお、写経所文書に石山寺や法華寺の史料が含まれる理由としては、造東大寺司写経所及び造石山寺所、（法華寺）造金堂所などの別当を務めた安都雄足あるいはその周辺の人物の存在が考えられている。
以上のように、律令公文を中心に研究が始まり、次いで寺院造営関係の文書が注目されてきたが、これらは膨大な文書の一部である。1980年代以降、写経所の事業自体の研究や写経所文書の復元などが進められている。史料編纂所では原型復元の成果として『正倉院文書目録』（1987年-）を刊行している。他にも『正倉院文書研究』（吉川弘文館）をはじめ、多くの研究がある。

## 現状
正倉院文書の原本は非公開であるが、例年、正倉院の曝涼にあわせて、秋の「正倉院展」（奈良国立博物館）において数点が公開される。
正倉院事務所により、写真版の『正倉院古文書影印集成』が刊行されている。

## その他の文書
- 北倉文書 - 東大寺献物帳、曝涼帳、宝物出納文書。
- 日名子文書 - 大正8年に日名子家から正倉院に献納された奈良時代の文書6点。流出した写経所文書が戻ってきたものである[15]。正倉院宝庫で管理されているが、御物には含まない[16]。
- 東南院文書 - 東大寺印蔵にあった奈良時代から室町時代にわたる112巻の文書群。明治時代に東大寺から献納され、正倉院で保管されることになった。正倉院文書とは別扱いに、東南院文書と呼ばれることが多い[7]。『大日本古文書』（家わけ第十八東大寺文書のうち4巻）として刊行されている。
- 反故文書 - 鳥毛立女屏風の下貼り文書など

これらを含めて（広義の）正倉院文書と呼ぶことがある。
また、江戸時代後期以来の写経所文書の整理の過程で、一部の文書が外部に流出した。判明しているものは『正倉院文書拾遺』（国立歴史民俗博物館、1992年）にまとめられている。

## 同時代の文字史料
正倉院文書と同時代の文字史料として東寺文書の一部（弘福寺文書の数点）や金石文のほか、遺跡から発掘される漆紙文書、木簡、墨書土器等がある。